# Dedición
La dedición (en latín, deditio) era la fórmula aplicada a las ciudades enfrentadas a la República romana que eran sometidas por la fuerza y consistía en la rendición incondicional y su posterior conversión en ciudad dediticia, siempre y cuando el desenlace no fuera la destrucción total de la ciudad vencida.

## Tipos de dedición
Cuando una ciudad era obligada a la capitulación, Roma decidía si esta sería arrasada, (deditio in dictionem) siendo sus dirigentes generalmente ejecutados y el resto de sus habitantes vendidos como esclavos o bien convertida en una ciudad dediticia (deditio in fidem), lo que significaba que Roma se apropiaba de los bienes y las personas de la ciudad y posteriormente se restituían con la condición de dejar establecido el stipendium, un tributo fijo regulado por el gobernador romano, así como levas de personas para tropas auxiliares de los ejércitos romanos, víveres a precio estipulado de antemano (lo que facilitaba abusos que generaban nuevas revueltas) y servicios. Además la ciudad debía permitir en su recinto el establecimiento de una guarnición romana. En cuanto a la administración, Roma generalmente respetaba las instituciones y el modo de gobierno interno, puesto que el derecho de política exterior quedaba sometido totalmente al poder de la República. 

## Importancia económica
Para entender el alcance que tuvo en términos económicos la política de dedición de Roma, se puede considerar el testimonio de Plinio el Viejo que menciona en tiempos del Imperio la distribución de estatutos jurídicos de los diferentes centros urbanos (oppidum) en las provincias hispanas. Plinio cita que entonces había en la Bética nueve colonias, 37 municipios, tres ciudades federadas, seis ciudades libres y 120 ciudades estipendarias. En la Lusitania había cinco colonias, cuatro municipios y 37 ciudades estipendarias. Finalmente atribuía a la Citerior doce colonias, 31 municipios y 135 ciudades estipendarias, dando la suma de 292 ciudades estipendarias de un total de 399, es decir, que el 73 % de las ciudades hispanas rendía tributo a Roma.

## Otras consecuencias
La ciudad dediticia quedaba privada de todo derecho jurídico para sus habitantes, lo que la colocaba en el último escalón de la ordenación municipal romana que estaba configurada con las colonias romanas en lo más alto del estatus jurídico, a las que seguían los municipios romanos, y después las ciudades peregrinas o extranjeras.
En el caso de quedar arrasada como castigo ejemplar, la ciudad dediticia se convertía en ager público de Roma. En ocasiones los habitantes optaron por el suicidio antes de ser capturados y vendidos como esclavos, como en Numancia.

## Algunos ejemplos

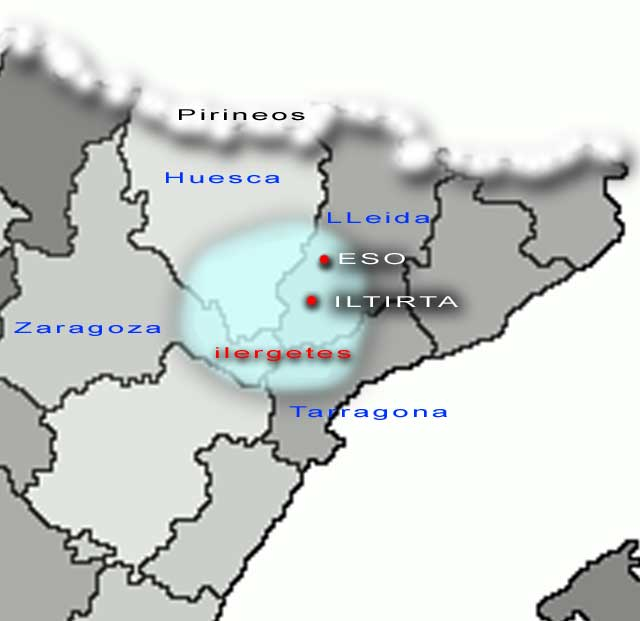
Zona de asentamiento de los ilergetes

Algunos de los ejemplos que han llegado de la deditio se encontraron en la represión y posterior deditio sobre los ilergetes de Indíbil y Mardonio por Escipión el Africano en 205 a. C. o el testimonio epigráfico de la tabula Alcantarensis del año 104 a. C. en la que el pueblo prerromano de los seanocenses se rindió sin condiciones ante el gobernador romano Lucio Cesio. 
Cuando la deditio era ejemplar, lo que conllevaba el arrasamiento de la ciudad se hallan casos paradigmáticos como la destrucción de ciudades como las etruscas Volsinii (guerras pírricas, 264 a. C.), Faleria (273 a. C.) o la celtíbera Numancia (133 a. C.) 
En contadas ocasiones, algunas ciudades se entregaron incondicionalmente al poder de Roma como medio de protección ante enemigos superiores, como en el caso de los mamertinos de Sicilia en el año 264 a. C. en su enfrentamiento con los cartagineses, que condujo al inicio de la primera guerra púnica.